# 플라이트 93 (2006년 텔레비전 영화)
《플라이트 93》(영어: Flight 93)은 2006년 공개된 미국과 캐나다의 텔레비전 영화이다. 2001년 9월 11일에 발생한 유나이티드 항공 93편 테러 사건을 소재로 한 작품이다. 개봉당시 미국방부와 미연방항공청에서 재제가 들어올정도였다 

## 출연
- 제프리 노들링 - 톰 버넷 역
- 콜린 글레이저 - 제러미 글릭 역
- 브레넌 엘리엇 - 토드 비머 역
- 타이 올슨 - 마크 빙엄 역
- 재클린 앤 스튜어트 - 로런 그랜드콜러스 역
- 로라 메넬 - 엘리자베스 와이니오 역
- 배리 W. 레비 - 제이슨 달 역
- 비스키 구구셰 - 리로이 호머 주니어 역
- 도미닉 레인스 - 지아드 자라 역

## 같이 보기
- 플라이트 93